# Ла-Жарн
Ла-Жарн (фр. La Jarne) — коммуна во Франции, находится в регионе Пуату — Шаранта. Департамент коммуны — Шаранта Приморская. Входит в состав кантона Ла-Жарри. Округ коммуны — Ла-Рошель.
Код INSEE коммуны — 17193.

## Население
Население коммуны на 2010 год составляло 2418 человек.
| 1962 | 1968 | 1975 | 1982 | 1990 | 1999 | 2010 |
| ---- | ---- | ---- | ---- | ---- | ---- | ---- |
| 579  | 679  | 973  | 1557 | 1633 | 2054 | 2418 |

## Персоналии
- Гитон, Жан (1585—1654) — французский адмирал, лидер гугенотов.
- Муане, Жози (1929—2018) — французский политический деятель, сенатор (1973—1989).